# 埃特里特·貝里沙
埃特里特·貝里沙（1989年3月10日—）是一位阿爾巴尼亞足球運動員。在場上的位置是守門員。現效力於意甲球隊恩波利。他也代表阿爾巴尼亞國家足球隊參賽。